# Фишер-Бекер, Саймон
Са́ймон Фи́шер-Бе́кер (англ. Simon Fisher-Becker; 25 ноября 1961, Лондон — 9 марта 2025, Лондон) — английский актёр.

## Биография
Саймон Фишер-Бекер родился 25 ноября 1961 года в Райслипе (графство Миддлсекс, Англия, Великобритания).
Саймон дебютировал в кино в 1990 году, сыграв роль менеджера магазина в фильме «Семь холмов Рима». В 2001 году Фишер-Бекер сыграл монаха в фильме «Гарри Поттер и философский камень». «Я считаю, что мне очень повезло поработать над «Гарри Поттером». Это был потрясающий опыт», — сказал он, хотя и был разочарован тем, что большая часть отснятого материала была вырезана из фильма. Он сыграл роли в 16 фильмах и телесериалах, а также играл в театрах.
С 2006 года актёр состоял в браке с музыкантом Энтони Дагдейлом, с которым познакомился в 1992-м. В марте 2009 года на Фишера-Беккера напали трое молодых людей на заправке. Его позвоночник был необратимо повреждён, и он был вынужден пользоваться тростью до конца жизни.
Умер в Лондоне 9 марта 2025 года в возрасте 63 лет.

## Избранная фильмография
| Год       |   | Русское название                  | Оригинальное название                    | Роль                                        |
| --------- | - | --------------------------------- | ---------------------------------------- | ------------------------------------------- |
| 1990      | ф | Семь холмов Рима                  | Arrivederci Roma                         | менеджер магазина                           |
| 1993      | с | Одной ногой в могиле              | One Foot in the Grave                    | фокусник                                    |
| 2001      | ф | Гарри Поттер и философский камень | Harry Potter and the Philosopher's Stone | толстый монах, призрак факультета Пуффендуй |
| 2010—2011 | с | Доктор Кто                        | Doctor Who                               | Дориум Мэлдовар                             |
| 2012      | ф | Отверженные                       | Les Misérables                           | член ансамбля «Мастер дома»                 |